# Илеана Чура
Илеана Чура Сазданић (Нови Сад, 15. фебруар 1930 – Београд, 4. новембар 2016) била је доктор филологије, професор енглеског језика и књижевности на Филолошком факултету Универзитета у Београду, оснивач катедре за англистику на Универзитету у Приштини и за српскохрватски језик и југословенску књижевност на Универзитету у Њу Делхију. Била је председник Друштва за књижевност и културу Југославија–Канада.
Легат Илеане Чуре налази се у Удружењу за културу, уметност и међународну сарадњу „Адлигат”, у коме је била и члан оснивач.

## Биографија

### Детињство и породица
Илеана Чура рођена је 15. фебруара 1930. године у Новом Саду, у улици Краља Александра број 1, у једној од виђенијих, образованијих и имућнијих породица у Војводини током 19. и прве половине 20. века. Отац Милутин Чура био је војни официр, а мајка Надежда, рођена Димовић, била је ћерка Гавра Полита, брата Михаила Полит-Десанчића, једног од заслужних грађана за припајање Војводине Србији и пријатеља и адвоката Светозара Милетића. Са мајчине стране Илеанин предак био је и Јован Суботић, уредник Летописа Матице српске, и Озрен Суботић, један од највећих српских путника у првој половини 20. века.
Илеана је прву деценију свог живота провела међу књигама, учећи француски и немачки са својим гувернантама, окружена уметнинама, музиком и интелектуалним грађанским вредностима. Међутим, почетак Другог светског рата означио је крај безбрижног детињства за Илеану, почевши од смрти њеног оца Милутина 1941, те Новосадске рације 1942. године.

#### Новосадска рација
Припадници оружаних снага и војске краљевине Мађарске (Хонвед) отпочели су рацију у јужној Бачкој 4. јануара 1942. године на Бадњи дан. Већ у првим нападима страдало је 14 Илеаниних блиских рођака. У Чуругу, одакле њена породица са очеве стране потиче, брутално су убијени и под лед Тисе бачени Владимир (13), Кристина (14), Анђелка (16), Рада (17), Бранка (18), Љубица (20), Мирјана (21), Милорад (37), Богдан (47), Јелена (48), Милосава (49), Јован (53), Рада (73) и Радојка Чура, чија старост није забележена.
У том периоду, Илеана, којој је било 11 година, живела је само са својом мајком Надеждом и тетком Љубицом Сазданић у Новом Саду, где су окупатори Бачке стигли 21. јануара.
Тог 21. јануара 1942. биле смо још у кревету када је, у шест ујутру, у наш стан у Улици краља Александра 1 у Новом Саду, хрупило шест крупних, униформисаних људи са исуканим бајонетима. Скамениле смо се од страха. Претурајући по стану, урлали су да не смемо да излазимо на улицу и да, ни случајно, не отварамо прозоре, јер ће нас све побити.
Прва два дана, од укупно три колико је трајала рација у Новом Саду, хонведски војници долазили су у стан породице Чура, али су одлазили само уз претње, носећи вредне ствари из куће. Трећег дана рације, 23. јануара, издато је наређење да се убиства обуставе у 14.30 часова. У 13.30 жандарми су поново упали у породични стан и на стрељање извели једанаестогодишњу Илеану, њену мајку Наду и тетку Љубицу. Мајка и тетка на коленима су молиле жандарме да допусте Илеани да се врати у кућу и узме капутић, јер је тог леденог јануара била лако обучена, а како није било довољно времена да се са њима расправљају, а нису желели да на улици буду виђени, Илеану су послали назад у кућу. Када је поново изашла мајке и тетке није било. Војници су их одвели на новосадску плажу Штранд и бацили под дунавски лед, а у журби, скидајући накит испред куће, одсекли су им уши и прсте. Тела никада нису пронађена.
Илеана је у стану у улици Краља Александра у Новом Саду провела наредних седам дана. Прву ноћ после трагедије провела је склупчана у зеленој фотељи. Ту ју је пронашао ујак Димитрије Димовић и преузео бригу о њој.

### Образовање и професорска каријера
Током рата, Илеана је живела у кући свог ујака Димитрија. Уписана је у Мађарску грађанску школу и током школовања морала је да обавља и тешке послове. Почела је да учи енглески језик сама, кришом, док је носила кофе са водом и љуштила кромпир. Крајем рата 1945. године, вративши се из заробљеништва у нацистичком логору, Илеану је усвојио теча, Љубичин муж Милорад Сазданић, чије је презиме додала свом.
Године 1950. Илеана је матурирала у последњој генерацији новосадске Женске гимназије, након чега је отишла у Београд на студије. Уписала је енглески језик на Филозофском факултету Универзитета у Београду, где је дипломирала, а потом и магистрирала. Као стипендиста Британског савета, 1962. године отишла је у Енглеску, где је провела три године. На Универзитету у Ексетеру (University of Exeter) одбранила је докторску тезу о Дејвиду Херберту Лоренсу.
По одлуци Комисије за културне везе са иностранством, Илеана је годину и по дана била лектор на славистичкој катедри у Индији. Тамо ће, као дипломатски представник српске речи, основати Катедру за српскохрватски језик и југословенску књижевност на Универзитету у Њу Делхију. Занимљиво је да је управо један од највећих индијских књижевника, нобеловац Рабиндранат Тагор, гостовао у кући породице Чура у Новом Саду 1926. године, на позив Илеанине тетке Љубице. О том Тагоровом боравку, марта 1962. године новосадски Дневник је објавио текст под насловом „Тагорина пријатељица Новосађанка“.
Илеана је есеје о Индији и њеним песницима објављивала у часопису Културе истока. По позиву је држала предавања на скупу индолога у Загребу у Југословенској академији знаности и уметности, али и у Њу Делхију, Бомбају и на конференцији свеиндијског Пен-клуба у Амрицару, граду Златног храма. По Београду, Новом Саду и Приштини Илеана је организовала вечери посвећене индијској култури.
Године 1978, као стипендиста Фулбрајтове фондације, одлази у САД на постдокторске студије на Универзитету Јејл. Истраживачки рад на Јејлу био је посвећен исповедној поезији Силвије Плат, а ментори у раду били су јој угледни професори Харолд Блум и Џефри Хартман. Након тога, 1983. године, била је гостујући лектор за српски језик и књижевност у Мичигену.
Проф. др Илеана Чура бавила се и канадистиком, а током година успешне каријере на четири континента, њена лична библиотека бројала је преко 10.000 публикација англистике, канадистике, као и литературе о Индији и из индијске књижевности. Своју библиотеку и архиву, али и део куће своје породице из које је изведена на стрељање, као и сав намештај, наслеђен од претка Михаила Полит-Десанчића, Илеана је уступила Виктору Лазићу, председнику Удружења за културу, уметност и међународну сарадњу „Адлигат” у коме се данас налази њен легат.
На иницијативу Удружења „Адлигат” и уз подршку градског Савета за културу и Скупштине града Новог Сада, 23. јануара 2015. године, 73 године након Новосадске рације, на згради у улици Краља Александра број 1 постављена је спомен-плоча породици Чура са стиховима Исидоре Секулић „Живот може бити кратак, али траг живота може бити вечан”. Удружење планира и отварање огранка Музеја у делу куће који им је завештала Илеана.
Проф. др Илеана Чура преминула је 4. новембра 2016. године у Београду, а њени посмртни остаци су по њеној жељи кремирани.

## Легат Илеане Чуре
Проф. др Илеана Чура  је више од десет хиљада публикација, као и део куће своје породице из које је изведена на стрељање, а у којој је 1926. гостовао Тагора, уступила Виктору Лазићу, председнику Удружења за културу, уметност и међународну сарадњу „Адлигат”, у оквиру кога раде Музеј српске књижевности, Музеј књиге и путовања и Библиотека Лазић. Легат је за јавност доступан у оквиру њене спомен собе у Музеју српске књижевности на Бањици.